# Emiliano Tardif
Emiliano Tardif (Saint-Zacharie, Quebec, Canadá, 6 de junho de 1928 — Argentina, 8 de junho de 1999) foi um missionário católico que está em processo de beatificação.

## Biografia
Emiliano nasceu em 6 de junho de 1928 na província de Quebec, Canadá. Ele fez sua profissão religiosa como membro dos Missionários do Sagrado Coração em 8 de setembro de 1949, e foi ordenado padre em 24 de junho de 1955. Após sua ordenação, foi enviado para a República Dominicana, onde se tornou um dos fundadores do Seminário Missionário de San José de las Matas. Ele foi superior à sua ordem de 1966 a 1973.
Em 1973, ele adoeceu com tuberculose, o que significava que ele tinha que voltar ao Canadá para tratamento e descanso. Durante este tempo, ele foi cuidado por alguns leigos de um grupo carismático de oração, que por acaso estava visitando o hospital. Através disso, ele se envolveu na Renovação Carismática Católica (RCC) e descobriu que tinha recebido um poderoso dom de cura por Deus. A partir de 1997, foi sucedido pelo padre indiano Rufus Pereira como membro do Conselho Carismático Católico Internacional para Renovação.
Tardif era bem conhecido por seu trabalho missionário ao redor do mundo, e pelo que ele disse ser um poder curativo de Deus.

### Morte
Ele morreu em 8 de junho de 1999, de complicações cardíacas em San Antonio de Arredondo, província de Córdoba, Argentina.

## Beatificação
O cardeal Nicolas de Jesús Lopez Rodríguez anunciou em 11 de junho de 2007, que a Igreja Católica Romana havia iniciado o processo de beatificação para Tardif.